# Grosley-sur-Risle
Grosley-sur-Risle – miejscowość i gmina we Francji, w regionie Normandia, w departamencie Eure.
Według danych na rok 1990 gminę zamieszkiwało 507 osób, a gęstość zaludnienia wynosiła 38 osób/km² (wśród 1421 gmin Górnej Normandii Grosley-sur-Risle plasuje się na 449. miejscu pod względem liczby ludności, natomiast pod względem powierzchni na miejscu 194).